# El Viso
El Viso es una localidad y municipio español situado en el extremo septentrional de la comarca de Los Pedroches, en la provincia de Córdoba, comunidad autónoma de Andalucía. Limita con los municipios cordobeses de Belalcázar, Hinojosa del Duque, Villaralto, Dos Torres y Santa Eufemia; con el municipio ciudadrealeño de Guadalmez; y con los municipios pacenses de Capilla, Zarza Capilla y Cabeza del Buey.
Cabe destacar que su término municipal es el más septentrional de la provincia de Córdoba y de toda Andalucía, aunque la localidad es la quinta más septentrional; aún más al norte se encuentran Santa Eufemia, Belalcázar, El Guijo e Hinojosa del Duque.

## Geografía
Integrado en la comarca de Los Pedroches, se sitúa a 83 kilómetros de la capital provincial. El término municipal está atravesado por la carretera nacional N-502, entre los pK 346 y 355, además de por carreteras locales que conectan con Hinojosa del Duque, Villaralto, Dos Torres, Belalcázar y Santa Eufemia.  
El relieve del municipio está definido por Sierra Morena al nornoroeste y la llanura de Los Pedroches en el resto del territorio. Las zonas más montañosas están definidas por la Cuerda de la Nava (pico Quimera, 664 metros), entre Santa Eufemia y Belalcázar, y la parte de Sierra Morena que limita con Santa Eufemia (cerro Gordo, 680 metros). La red fluvial está formada por el río Zújar y algunos de sus afluentes. El río Zújar discurre por el noroeste, haciendo de límite con Belalcázar antes de recibir las aguas del río Guadamatilla y atravesar la zona serrana previa al embalse de La Serena, ya en el límite con la provincia de Badajoz. El río Guadamatilla procede de Hinojosa del Duque, represa sus aguas en el embalse de la Colada, donde se une al río Guadarramilla, y posteriormente se adentra en Belalcázar antes de su desembocadura en el Zújar. La altitud oscila entre los 680 metros al norte (cerro Gordo) y los 350 metros a orillas del Zújar, en el límite con la provincia de Badajoz. El pueblo se alza a 576 metros sobre el nivel del mar.
Los municipios limítrofes son los siguientes:
| Noroeste: Cabeza del Buey (Badajoz) y Zarza-Capilla (Badajoz) | Norte: Guadalmez (Ciudad Real) y Santa Eufemia | Noreste: Santa Eufemia           |
| Oeste: Belalcázar                                             | Puntos cardinales                              | Este: Santa Eufemia y Dos Torres |
| Suroeste: Hinojosa del Duque                                  | Sur: Villaralto y Dos Torres                   | Sureste: Dos Torres              |

## Historia
En el siglo XV pasó a formar parte del Condado de Santa Eufemia, junto con las villas de El Guijo, Torrefranca y Santa Eufemia, vinculándose al mismo hasta la abolición del régimen señorial en el siglo XIX, y de la que acabó siendo la más pujante y sobresaliente del condado. 
El actual nombre de El Viso (sustituyó en la segunda mitad del siglo XV al primitivo de Casas de Don Adame), hace referencia a la propia ubicación de la localidad, situada en una zona llana, pero algo elevada, flanqueada por dos arroyos, desde donde a modo de mirador se domina el panorama.
Popularmente y según diversos arqueólogos han situado la antigua villa romana de Baedro en el término municipal de El Viso.

#### Prehistoria
Se han hallado textos de culturas prehistóricas (siglos IX-VIII a. C.).

#### Edad Contemporánea
En 1850 la localidad fue descrita como sigue:

Madoz: v. con ayunt. en la prov. y dióc. de Córdoba (12 leg.), part. jud. de Hinojosa (2), aud. terr. y c. g. de Sevilla (28): sit. en parage llano, aunque algo elevado; reinan los vientos del N. NO. y SO.; el clima es sano, y propenso solo á calenturas intermitentes. Tiene 512 casas; la consistorial y la cárcel; hay escuela de primeras letras con la dotación de 3.000 rs. anuales, concurrida por 120 alumnos; otra para niñas, á la que asisten unas 90 discípulas, dotada con 1.000 rs.; igl. parr. (Ntra. Señora de la Encarnación) servida por un cura vicario; 2 ermitas (Jesús Nazareno y Sta. Ana), y por último 6 fuentes de malas aguas fuera de la pobl., de las cuales se surte el vecindario. Confina el Térm.: N. Sta. Eufemia; E, Dos-Torres, y S. y O. Hinojosa. El Terreno es arenisco y de mediana calidad, comprendiendo 4 deh. poco pobladas: lo bañan los riach. Guadamatilla y Guadarramilla, y el arroyo Cigüeñuela. Los caminos son locales, y la correspondencia se recibe de Pozoblanco por medio de balijero. prod.: trigo*, cebada, centeno, garbanzos y habas; ganado vacuno, lanar y de cerda, y caza de liebres. ind.: la agrícola y la arriería. Pobl.: 676 vec., 2.704 alm. Contr.: 48.384 rs. 11 mrs. Riqueza imp. (V. el art. partido jud.) El presupuesto municipal asciende á unos 2.000 rs., que se cubren con el fondo de propios y por reparto vecinal.
Madoz, 1850, p. 235

## Demografía
El Viso cuenta con una población de 2511 habitantes (INE 2024).
| Gráfica de evolución demográfica de El Viso entre 1842 y 2021                                                                                             |
| |
| Población de derecho según los censos de población del INE Población de hecho según los censos de población del INEEn este censo se denominaba Viso: 1857 |

## Política
Los resultados en El Viso de las últimas elecciones municipales, celebradas en mayo de 2015, son:
| Elecciones Municipales - El Viso (2015)  |       |          |            |
| Partido político                         | Votos | %Válidos | Concejales |
| Partido Socialista Obrero Español (PSOE) | 1182  | 60,9 %   | 7          |
| Partido Popular (PP)                     | 462   | 23,8 %   | 3          |
| Izquierda Unida (IU)                     | 281   | 14,48 %  | 1          |

## Cultura

### Fiestas
La feria y fiestas en honor a Santa Ana es el acontecimiento festivo más importante del pueblo, ya que son las que se celebran en honor a la patrona, y son las que duran más tiempo. Esta fiesta se lleva a cabo a finales del mes de julio y se caracterizan por sus encierros de vaquillas que se realizan todas las mañanas durante la fiesta, que dura aproximadamente una semana.
El día más importante de esta fiesta es el día 26 de julio —día de Santa Ana—, por eso la madrugada del 25 al 26 todos los viseños y todas las personas que por diversas razones no viven en el pueblo, pero se sienten de allí se trasladan a la ermita que está a las afueras del pueblo, donde se realiza una misa y se reparten ramas de albahaca. Una vez terminada la misa, se realiza una procesión hasta llegar a la iglesia del pueblo, donde dejan a la patrona durante unos días.
Otra fiesta importante del pueblo son las Pascuas, que se celebran en Semana Santa, el lunes después del Domingo de Resurrección. En estas fiestas, todos los viseños se van al campo con la familia y los amigos, donde hacen grandes comidas, juegos, música, etc. Antiguamente, hace unos treinta años todas las familias se iban a la llamada Huerta de los Frailes, donde llegaban en camiones o en tractores, y una vez allí se buscaba la mejor encina donde poder poner la manta para sentarse. Allí mismo se celebraba la misa y después, junto a toda la familia y amigos se compartían la comida y la sombra. Una comida que no puede faltar en esta fiesta es el relleno, que es una especie de morcilla típica del pueblo.
Por último, hay que destacar la fiesta de los Reyes Magos, que se celebra en enero. Dura un par de días y normalmente siempre se realiza el día de Reyes. Esta fiesta no se realiza todos los años, sino que se hace cada cuatro años. Se caracteriza por la celebración de un gran belén viviente, en el que colaboran las paisanos. Los distintos papeles se adjudican a distintas personas cada vez que se celebra, para que así todas las personas que quieran participar en él, puedan hacerlo. Además de todos los actores, está la coral que también colabora en el belén. Esta fiesta se realiza en la plaza de la Constitución en el centro del pueblo, la cual está muy bien decorada y no le falta ningún detalle. Los actores se preparan durante mucho tiempo para que todo salga perfecto en todas la ocasiones que realizan el espectáculo, ya que al día hay dos sesiones, una por la mañana y otra por la tarde.

## Monumentos
Los monumentos que se pueden encontrar son los siguientes: 
- Parroquia de Nuestra Señora de la Encarnación (siglo XVI).
- Ermita de Santa Rosalía y S. Isidro.
- Ermita de Santa Ana y Cristo de las Eras (Mencionado en la novela Don Quijote de La Mancha).
- Custodia (siglo XVII, procedente del desaparecido convento de San Alberto del Monte).
- Lienzos de la Purísima Concepción y de Santa Bárbara (fechados a mediados del siglo XIX).

## Yacimientos arqueológicos
Los yacimientos arqueológicos hallados en el término municipal son los siguientes: 
- La Longuera (Calcolítico).
- La Almagrera (restos prerromanos).
- Los Santiagos, Los Valverdes y Buciegas (yacimientos romanos).
- Setecientas (hábitat visigodo).
- Castillo de Madroñiz (origen árabe, siglo XIV).
- Casa de la Bóvedas (edificio civil de finales del siglo XV, hoy en ruinas).
- Vestigios del convento de A. Alberto del Monte.
- Puente viejo sobre el río Guadamatilla.

## Urbanismo
Se pueden destacar los siguientes puntos:
- C/ Carmen y Buenavista.
- C/ Cristóbal Colón.
- Arco, en C/ La Fuente.
- Casa de las Tongadas, en C/ Cristóbal Colón.
- Casa del Madroñiz.
- Cortijo El Pizarro.
- Playa de La Colada: inaugurada en 2018